# 石酸乐队
石酸乐队（英語：Stone Sour）是一支美国摇滚乐队，1992年成立于爱荷华州得梅因市。1997年乐队第一次解散，后于2000年复出。乐队由科里·泰勒（Corey Taylor）（主唱、吉他手）、乔什·兰德（Josh Rand）（吉他手）、克里斯蒂安·马尔图奇（Christian Martucci）（吉他手）、 强尼·乔（Johny Chow）（贝斯手）和罗伊·马约尔加（Roy Mayorga）（鼓手）组成。乔尔·埃克曼（Joel Ekman）（鼓）和 肖恩·伊科玛基（Shawn Economaki）（低音吉他）分别于2006年和2011年离开乐队。前主音吉他手吉姆·鲁特（Jim Root）于2014年离队。2020年之后，乐队处于无限期停摆状态。
石酸乐队已经发布了六张录音室专辑：《Stone Sour》（2002）；《Come What(ever) May》（2006）；《Audio Secrecy》（2010）；《House of Gold & Bones – Part 1》（2012）；《House of Gold & Bones – Part 2》（2013）和《Hydrograd》（2017）。2007年他们还发布了一张数字化的现场专辑《Live in Moscow》。2017年6月发布的专辑《Hydrograd》是首次由吉他手克里斯蒂安·马尔图奇和贝斯手强尼·乔参与录制的专辑。
石酸乐队赢得过两项格莱美奖最佳金属表演奖提名，分别是2003年的单曲《Get Inside》和2004年的单曲《Inhale》。从专辑《Come What(ever) May》中，乐队凭借单曲《30/30-150》在2007年再次获得了格莱美奖最佳金属表演奖提名。截至2017年4月，乐队在美国售出了210万张专辑。

## 经历

### 成立和早期（1992-1997）
石酸乐队是由后来成为活结乐队主唱的科里·泰勒（Corey Taylor）和前鼓手乔尔·埃克曼共同创建的。乐队的名字来源于一家当地酒吧的鸡尾酒菜单。不久之后，泰勒的多年好友 肖恩·伊科玛基加入并担任贝斯手。在这个初创时期，石酸乐队在1993年和1994年录制了两张试音带。1995年，泰勒在活结乐队的队友吉姆·鲁特也加入了乐队。1996年，石酸乐队录制了另一张试音带，其中的歌曲在2002年用于他们的同名首张专辑《Stone Sour》。1997年乐队进入休息期，泰勒和鲁特大部分时间都花在活结乐队的创作。

### 首张专辑《Stone Sour》和第一次停滞期（2000-2004）

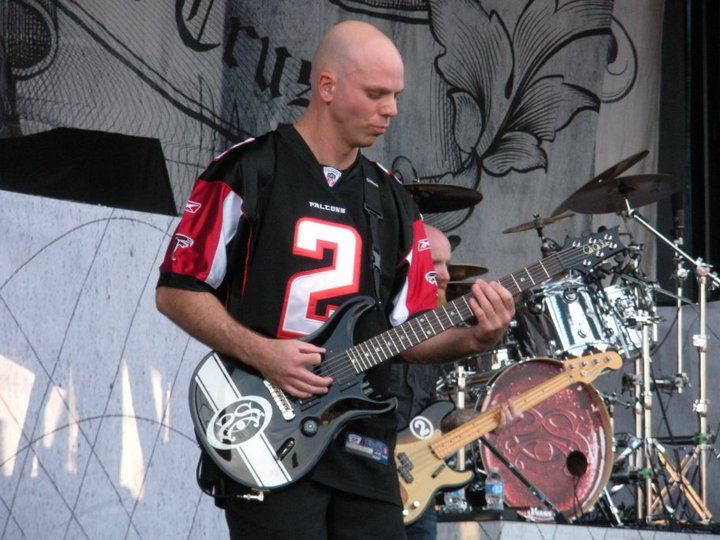
2001年加入乐队的乔什·兰德。

在乔什·兰德加入乐队后，乐队在锡达福尔斯录制了他们的首张同名专辑。专辑发布后，在Billboard 200榜上排名第46位。歌曲《Bother》被选入《蜘蛛侠》电影原声带，在Mainstream Rock Chart上排名第2位，以及在现代摇滚曲目和告示牌百大单曲榜上分别排名第4位和第56位。接下来的单曲《Inhale》在Mainstream Rock chart排名第18位。乐队凭借单曲《Get Inside》和《Inhale》分别在2003年和2004年获得两项格莱美奖最佳金属表演提名。专辑获得了金唱片认证。在与Sinch和Chevelle进行了为期六个月的巡演后，泰勒和鲁特回到了活结乐队的新专辑和巡演进行准备，石酸乐队随之暂时停摆。

### 《Come What(ever) May》（2005-2007）

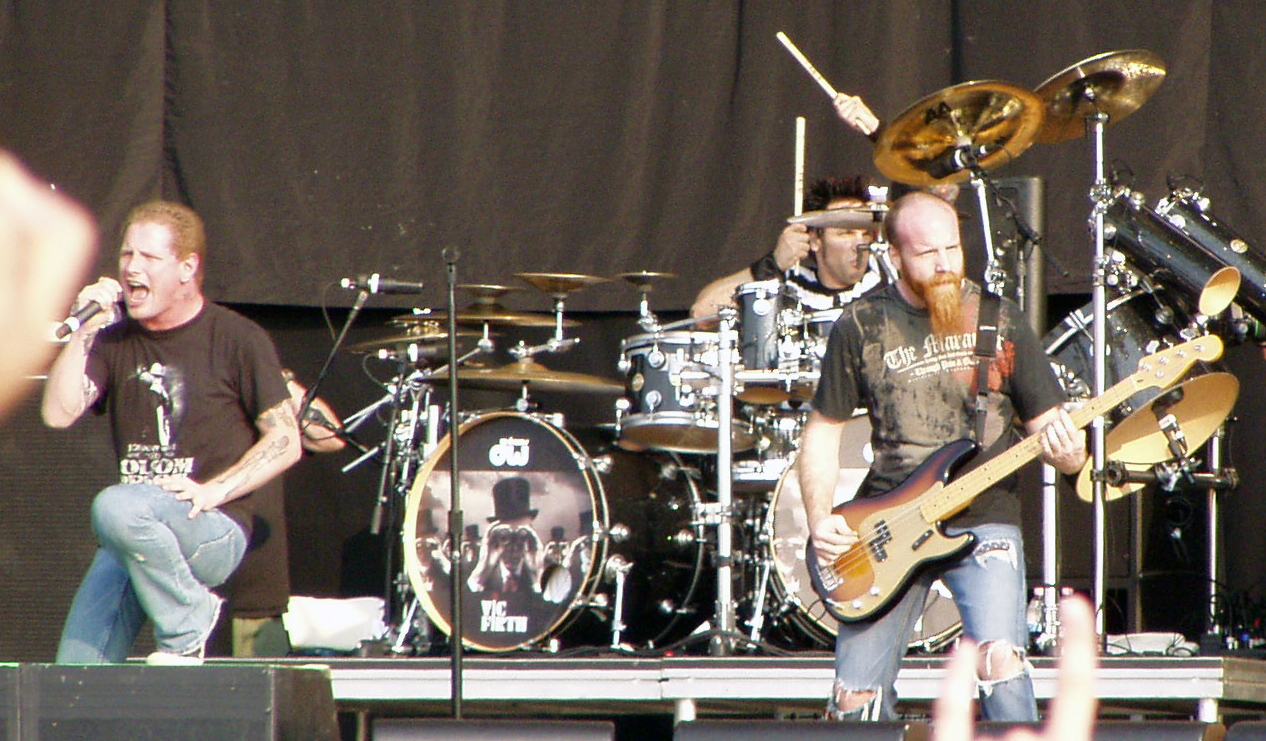
石酸乐队在2007年的表演。从左到右：科里·泰勒、罗伊·马约加和肖恩·伊科诺马基。

2006年，乐队复出并发行了他们的第二张专辑《Come What(ever) May》。鼓手乔尔·埃克曼离开乐队去了Isaac James作鼓手以照顾他患癌的儿子。乐队后来招募了现任鼓手罗伊·马约尔加（曾在Soulfly、后来加入Amebix和Hellyeah）。歌曲《30/30-150》是与Godsmack的鼓手Shannon Larkin一同录制的。专辑于2006年8月1日发行后受到好评，并首周销售达8万张，在Billboard 200上排名第四。乐队在随后的一年半里进行巡回演出，并于2007年8月14日独家在iTunes上发布了专辑《Live in Moscow》。
2006年，单曲《Sillyworld》在主流摇滚榜上达到第2位。《Through Glass》取得了成功，在2006年主流摇滚榜上排名第1位，现代摇滚曲目榜上排名第2位，成人四十强上排名第12位，Billboard Hot 100上排名第39位。他们在2007年发布了另外两支单曲，《Made of Scars》和《Zzyzx Rd.》，它们分别在主流摇滚榜上排名第21位和第29位。2006年，他们凭借单曲《30/30-150》获得了格莱美奖最佳金属表演提名。

### 《Audio Secrecy》（2009-2011）
第三张专辑《Audio Secrecy》在田纳西州纳什维尔的Blackbird Studios录制，制作人也是乐队第二张专辑《Come What(ever) May》的制作人Nick Raskulinecz，专辑于2010年9月7日发布。泰勒表示：“《Audio Secrecy》是我们想要的一切，渴望的一切，为之奋斗的一切的总结...这张专辑的维度超越了我们以往尝试过的任何东西。它涵盖了金属、摇滚、慢板、柔和、硬板、快板、苦涩、美丽，最重要的是，它是真实的。你无法从不存在的乐队处得到这样的专辑。我们抛掉了一切的顾虑。”
石酸乐队参与了第一届Rockstar Energy Drink Uproar Festival，与七级炼狱和好莱坞不灭等乐队同台演出。石酸乐队确定了《Audio Secrecy》的发行日期为9月7日。2011年2月底/3月初，石酸乐队参与了澳大利亚的Soundwave Festival。石酸乐队在2011年参加了了混合方程式乐队巡演，得到了混合方程式、好莱坞不灭和Art of Dying的支持。乐队宣布将发布现场演出DVD专辑，拍摄地点为英国的布莱顿中心。乐队还与七级炼狱、New Medicine和好莱坞不灭一同参与了2011年的“Nightmare After Christmas Tour”。
在2011年4月16日，乐队宣布贝斯手肖恩·埃克诺马基因个人原因离开了巡演，杰森·克里斯托弗替补了他的位置。2011年5月，由于鼓手罗伊·马约尔加患有轻微中风，石酸乐队取消了余下的巡演计划，随后马约尔加顺利康复。乐队在2011年的最后一场演出是在9月23日至10月2日在巴西里约热内卢举行Rock in Rio IV音乐节的第二天的场次。由于鼓手罗伊·马约尔加妻子待产，他未参加演出，取而代之的是前梦剧院乐队和The Winery Dogs的鼓手Mike Portnoy。贝斯手肖恩·埃克诺马基也未参加演出。
2010年，活结乐队的贝斯手保罗·格雷去世，活结乐队再次暂停活动。这让泰勒有机会创作《House of Gold and Bones》第1部和第2部专辑。

### 《House of Gold & Bones》(2012–2013)
乐队于2012年3月27日在其脸书页面上发布了一首名为《The Pessimist》的免费歌曲，其仅在《变形金刚3：月黑之时》的iTunes豪华版原声专辑中提供。同年，他们还发布了他们的第一张DVD《Live at Brighton》，录制了他们于2010年11月7日的演出。

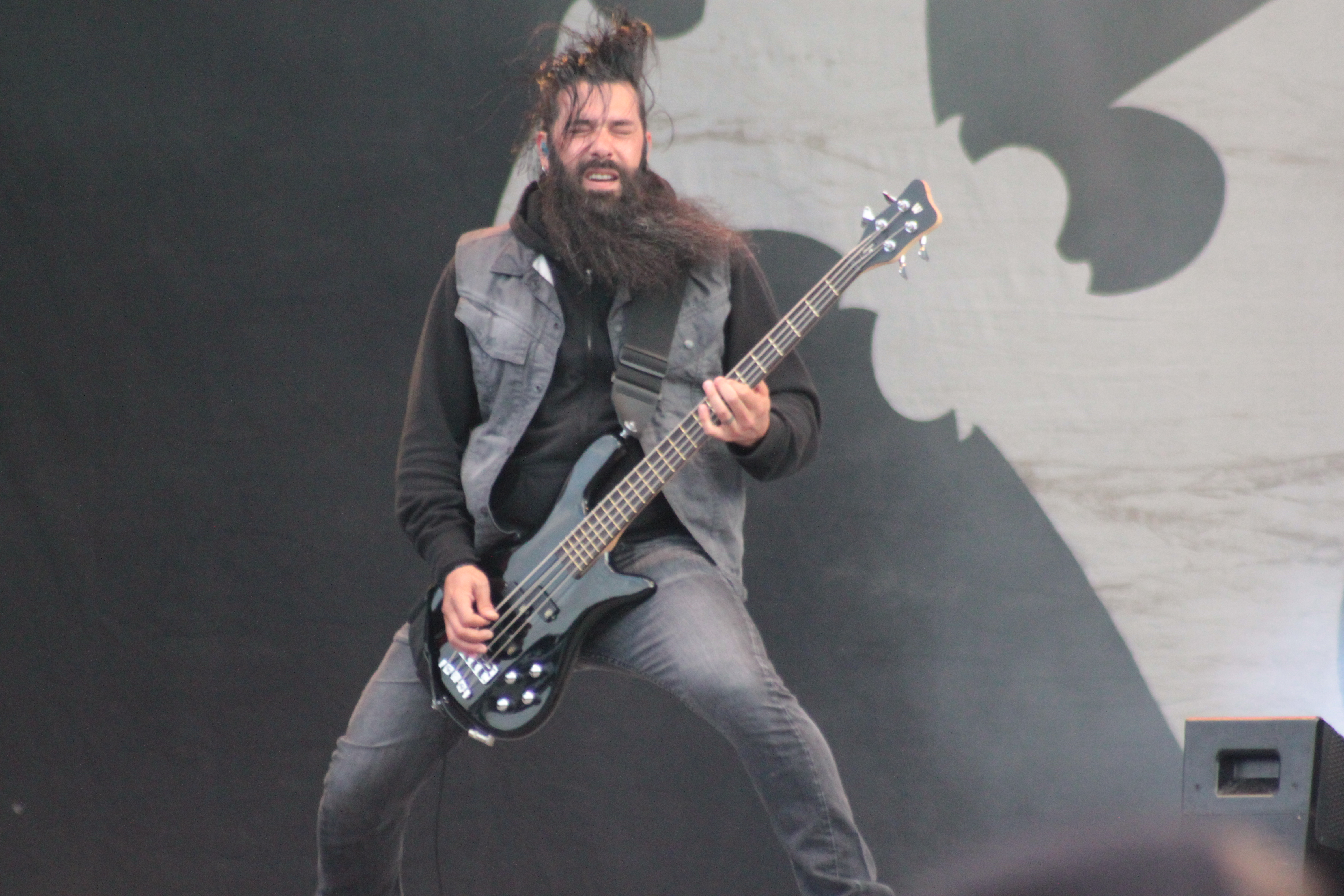
强尼·乔在2013年的表演

2012年5月3日，贝斯手肖恩·伊科玛基与乐队分道扬镳。他在录音室的位置被现任Skid Row贝斯手Rachel Bolan取代。 石酸乐队于2012年初开始录制他们的第四张录音室专辑。科里·泰勒表示，这张专辑最终将成为一张双专辑或概念专辑，并将这张专辑的声音描述为“平克·弗洛伊德的《The Wall》与爱丽丝锁链的《Dirt》融合了一样”。 后来他宣布将分为两张独立的专辑发布。第一张专辑《House of Gold & Bones – Part 1》于2012年10月23日全球发行，而第二张专辑《House of Gold & Bones – Part 2》于2013年4月9日全球发行。该项目还有一个4部曲的图像小说系列，伴随专辑发行，讲述了双专辑歌词中呈现的故事情节。
《House of Gold & Bones – Part 1》的前两首歌曲《Gone Sovereign》和第一支官方单曲《Absolute Zero》于2012年8月发布。《House of Gold & Bones – Part 2》的第一支单曲是《Do Me a Favor》，于2月12日发行。
2012年10月5日，曾在Fireball Ministry和Cavalera Conspiracy的强尼·乔作为贝斯手参加石酸乐队《House of Gold & Bones》的巡演。随后，石酸乐队在澳大利亚参加了2013年的Soundwave Festival，并在2013年Download Festival演出。吉他手詹姆斯·鲁特在2013年冬季并未与石酸乐队一同巡演，因为他需要暂离专注活结乐队一起制作专辑《.5: The Gray Chapter》，后来他透露他其实是因与乐队存在音乐分歧，他声称他不同意乐队专注于商业化的成功而导致他被解雇。克里斯蒂安·马图奇代替了鲁特。

### 《The Burbank EP duolog》 (2014–2016)
2014年10月5日，石酸乐队通过脸书宣布正在录制一张翻唱EP，暂名为《Meanwhile in Burbank...》，并计划在2015年发布。 科里·泰勒对这张唱片表示：“我们从石酸乐队的第一张专辑开始就一直在讨论这个想法。我们一直都想做这件事。即使有人来了，有人走了，我们总是会回到这个点，只是以前从未有过这个机会。我们就这么说，‘好吧，就这么做吧。’” 2015年2月9日，石酸乐队发布了一支官方MV和一首翻唱Metal Church乐队歌曲《The Dark》的歌。该EP于2015年4月18日发布。科里·泰勒确认还将推出另外两张翻唱EP，分别命名为《Straight Outta Burbank》和《No Sleep Till Burbank》，其中将包括对讨伐体制、Mötley Crüe、Bad Brains和Violent Femmes等乐队歌曲的翻唱。该系列的第二卷《Straight Outta Burbank...》已发布。
根据Blabbermouth.net的报道，石酸乐队主唱科里·泰勒在2016年3月29日接受“Someone Who Isn't Me”播客采访时表示：“最初我们计划做三张（翻唱EP），现在看起来我们只会做两张，并将其他录制的内容作为额外内容保留，以备我们制作下一张专辑时使用。”
在2016年7月26日，泰勒宣布乐队已经为他们的第六张工作室专辑创作并制作了18首歌曲，计划在明年1月进入录音阶段，预计将于2017年中旬发布。在2017年1月23日，泰勒透露乐队正在录制他们即将推出的专辑，名为《Hydrograd》。泰勒表示，专辑将包含在之前发行的作品中找到的重金属元素，以及硬摇滚风格。为了宣传专辑，乐队提前发布了四首单曲，分别是《Fabuless》、《Song #3》、《Taipei Person/Allah Tea》和《Mercy》（来自Sphere Studios的现场录音），专辑发布后还发布了《St. Marie》作为单曲。《Hydrograd》于2017年6月30日全球发布，获得了普遍积极的评价。此外乐队还在2017年8月为Metal Hammer合集《Metal Hammer Goes 90s》独家翻唱了Rage Against the Machine的歌曲《Bombtrack》。
在2018年春季，石酸乐队参加了奥兹·奥斯本（Ozzy Osbourne）在2018年春季和秋季的美国巡演。2019年5月6日罗伊·马约尔加加入了Hellyeah，取代了原来的于2018年6月22日去世鼓手Vinnie Paul。
2019年11月6日，石酸乐队宣布他们将于同年12月13日发布一张名为《Hello, You Bastards: Live in Reno》现场专辑。

### 第二次停摆（2020年至今）
在2020年8月10日，泰勒在'Neil Griffiths的The Green Room'播客中宣布，石酸乐队将停摆，他说：“我觉得现在石酸乐队已经走到尽头了”，“我们乐队内进行了讨论，并决定将石酸乐队放入无限期的休息状态。我们选择暂时将石酸乐队的事业搁置，因为每个人都在忙着做自己的事情。” 

## 音乐风格
石酸乐队的风格为另类金属、硬摇滚、 重金属、和另类摇滚。他们的音乐以双低音鼓、沉重的吉他连复段、双吉他和声以及嘶吼的结合为特色。
吉他手乔什·兰德在一次采访中表示，他试着在音乐中融入金属元素和鞭打金属元素。他还表示乐队的创作风格与活结乐队的风格不同。
石酸乐队的第四张和第五张专辑，《House of Gold & Bones - Part 1》和《Part 2》，因其概念专辑的形式而备受关注，并引起与前卫摇滚乐队的比较。乔什·兰德表示：“我仍然认为这是我们自己的的音乐。我们从未说过我们会成为创世纪乐队或梦剧院或Yes乐队或任何那些类型的乐队。我们不是一个前卫摇滚乐队。我们说我们将采纳这些故事和内容的想法，但它仍然会是一张石酸乐队的专辑，你仍然能听到每个歌曲中石酸的风格。我们只是想提供一些更多的东西 - 在一个以单曲为主的世界中，我们只是想做得更多。如果你听过我们全部歌曲，你会发现我们每张专辑都在进化。”

## 乐队成员
最后活跃阵容
- 科里·泰勒– 主唱、吉他手（1992–1997、2000–2020）
- 乔什·兰德– 节奏吉他(2000–2020) 、贝斯(2000–2001)
- 罗伊·马约尔加–鼓(2006–2020)
- 强尼·乔 – 贝斯、和声(2012–2020)
- 克里斯蒂安·马尔图奇 [54] – 主音吉他、和声(2014–2020)

早期成员
- 乔尔·艾克曼 – 鼓(1992–1997, 2000–2006)
- 肖恩·伊科玛基 – 吉他(1993–1994) 、贝斯(1994–1997、2000–2012)
- 吉姆·鲁特 (Jim Root) – 主音吉他(1996–1997, 2001–2014)
- 托尼·雷茨 – 贝斯(1993–1994)
- 马蒂·史密斯 – 吉他(1993–1994)

前巡回参与演出的音乐家
- 杰森·克里斯托弗– 贝斯、和声(2011)
- 迈克·波特诺伊– 鼓(2011)
- 乔纳·尼莫伊 – 节奏吉他(2018)
- RJ Ronquillo – 节奏吉他(2018)

## 荣誉
格莱美奖 
| 年份 | 被提名作品   | 奖项                 | 结果   |
| ---- | ------------ | -------------------- | ------ |
| 2003 | "Get Inside" | 格莱美最佳金属表演奖 | 被提名 |
| 2004 | "Inhale"     | 格莱美最佳金属表演奖 | 被提名 |
| 2007 | "30/30-150"  | 格莱美最佳金属表演奖 | 被提名 |